# Първа словашка република
Първата словашка република е създадена на 14 март 1939 г. след разделянето на довоенна Чехословакия по силата на Мюнхенското споразумение: Чехия е анексирана от Германия, а Словакия става формално независима страна, но фактически клиентска държава и съюзник на Нацистка Германия.
Начело на държавата застава Йозеф Тисо. Просъществува до 1945 г., когато в Словакия влиза Червената армия.

## Наименование
Често държавата в историята се нарича Първа словашка република (на словашки: Prvá Slovenská republika) или Словашка държава (на словашки: Slovenský štát), за да се различава от Втората словашка република (тоест днешна Словакия), въпреки че тя не е пряк наследник на държавата. Името Slovenský štát – „Словашка държава“ е официалното име на страната до приемането на конституцията ѝ на 21 юли 1939. Това наименование се използва разговорно, но Първа словашка република дори е написано в енциклопедии по комунистическо време